# Verzorgingsplaats Elsenerveld
Verzorgingsplaats Elsenerveld is een voormalige verzorgingsplaats die lag aan de A1 tegenover verzorgingsplaats Friezenberg ter hoogte van de gemeente Rijssen-Holten tussen afrit 28 (Rijssen, N347) en afrit 27 (Markelo, N350/N755).
Deze verzorgingsplaats heeft zijn naam te danken aan het gebied er achter, waar vlak bij de verzorgingsplaats ook de Elsenerveldweg door heen loopt. Het Elsenerveld is een klein maar bijzonder natuurgebied, vanwege de vegetatie en de bijzondere vogelsoorten. Maar ook zeker vanwege de geschiedenis. Er zouden zo'n vijfduizend jaar geleden al mensen hebben gewoond.
A1: De Haar · Elsenerveld · Friezenberg · Jool-Hul  
A2: Proostwetering · De Rooijen · Zwartehof · Heezerhut · Aalsterhut  
A4: Leiburg · Oostvliet  
A6: De Monnik  
A9: Amstelveen · Hammerstein  
A12: Mollebos · De Heul · De Roode Haan  
A15: Zeekade · Kraaienbos · De Laar · Topsweerd · Groenendijk  
A16: Krabbenbosschen · Mastbos  
A17: Kapelberg  
A20: Aalkeet  
A27: Bosberg  
A28: Holkerveen · Nunspeet-Noord · Nunspeet-Zuid  
A50: Meilanden · Kabeljauw  
A58: Krabbenbosschen · Mastbos · Sloedam  
A59: Tollenaer · 't Vaerland  
A67: De Gender · De Blauwe Klei  
A79: Keelbos · Ravensbos  
A326: Rolenhof